# Bartosiewicz László
Bartosiewicz László (Budapest, 1954. június 6. –) agrármérnök, archeozoológus, szakíró, tanszékvezető egyetemi tanár.

## Életpályája
A budapesti Kossuth Zsuzsa Gimnáziumban érettségizett 1972-ben, a Gödöllői Agrártudományi Egyetemen szerzett agrármérnöki oklevelet 1977-ben. 1977–1978 között az Akadémiai Kiadóban segédszerkesztőként, 1978–1995 között a  Magyar Tudományos Akadémia Régészeti Intézetében kutatóként dolgozott. 1978-ban egyetemi doktori címet (GATE), 1987-ben kandidátusi-, 1998-ban pedig DSc fokozatot (MTA) szerzett. 1996-tól az Eötvös Loránd Tudományegyetem Bölcsészettudományi Kara Régészettudományi Intézetében tanított. 2000-től habilitált doktor.
2003-tól 2015-ig az Archeometriai és Régészeti Módszertani Tanszék vezetője, 2009-től egyetemi tanár. 2004-től 2015-ig előadó (reader) az Edinburghi Egyetem Régészeti Tanszékén.
2015-ben sikeresen pályázott a Stockholmi Egyetem Oszteoarcheológiai Kutatólaboratóriumának (Régészeti és Klasszikus Intézet) tanszékvezetői állására. 2022 óta ugyanezen intézmény emeritus professzora. 1982-ben csatlakozott az Nemzetközi Archaeozoológiai Tanácshoz (ICAZ), szakterülete világszervezetéhez. 2006–2010 és 2010–2014 között a szervezet elnökévé választották. Nyolc nemzetközi konferencia szervezésében vállalt aktív szerepet, ezek közül az ICAZ “Délnyugat-Ázsia és az érintett területek archeozoológiája” (1992) és a “Csontmegmunálási Kutatócsoport” (2001) nevű munkacsoportjainak alapításában.

## Kutatási területe és munkássága
Archeozoológusként az ásatási állatcsontleletek elemzésével, természet- és társadalomtudományi értelmezésével foglalkozik. Szűkebb szakterülete a halcsontleletek (archeo-ichthiológia), a betegségek nyomát viselő csontok (paleo-patológia) és a morfometria, valamint a tafonómia. Magyarországon kívül Skóciában, Szlovéniában, Svájcban, Romániában, Törökországban, Izraelben és Bolíviában dolgozott. Eddigi tudományos eredményeit önálló kötetekben, könyvfejezetekben, valamint több mint kétszáz cikkben közölte. Az Archeometriai Műhely című szakfolyóirat alapító szerkesztőbizottsági tagja (2004-től).

## Önálló kötetei
- Bartosiewicz, L. 1995. Animals in the urban landscape in the wake of the Middle Ages. Tempus Reparatum, Oxford, pp. 180.
- Bartosiewicz, L.–Van Neer, W.–Lentacker, A. 1997. Draught cattle: their osteological identification and history. Koninklijk Museum voor Midden-Afrika, Annalen, Zoologische Wetenschappen Vol. 281, pp. 147. ISBN 9075894201
- Bartosiewicz, L. 2000. Az állatok háziasítása (The domestication of animals). Magyar Mezőgazdasági Múzeum, Budapest, pp. 46.
- Bartosiewicz, L. 2006. Régenvolt háziállatok. L’Harmattan, Budapest, pp. 240.
- Bartosiewicz, L. 2013. Shuffling nags, Lame ducks. The archaeology of animal disease. Oxford, Oxbow Books. https://www.jstor.org/stable/j.ctvh1djdq

## Szerkesztett kötetek
- Költő, L.–Bartosiewicz, L. eds. 1988. Archaeometrical Research in Hungary. Hungarian National Museum, Budapest.
- Költő, L.–Járó, M.–Bartosiewicz, L. 1998. Archaeometrical Research in Hungary II. Hungarian National Museum and the Directorate of Somogy Museums, Budapest.
- Buitenhuis, H.–Bartosiewicz L.–Choyke, A. M. eds. 1998. Archaeozoology of the Near East III. ARC Publication 18, Groningen.
- Bartosiewicz, L.–Greenfield, H. J. 1999. Transhumant pastoralism in Southern Europe. Archaeolingua Kiadó, Budapest.
- Anreiter, P.–Bartosiewicz, L.–E. Jerem, E.–Meid, W. eds.: Man and the Animal World. Studies in memoriam Sándor Bökönyi. Archaeolingua Kiadó, Budapest.
- Choyke, A. M.–Bartosiewicz, L. eds. 2001. Crafting Bone–Skeletal Technologies through Time and Space. British Archaeological Reports, International Series 937, Oxford.
- Bartosiewicz, L. ed. 2006. Bökönyi, S.: A Przewalski-ló. Archaeolingua, Budapest.
- Olsen, S. L.–Grant, S.–Choyke, A. M.–Bartosiewicz, L. eds. 2006. Horses and Humans: The Evolution of Human-Equine Relationships. British Archaeological Reports, International Series 1560, Oxford.
- Bartosiewicz, L.–Gál, E.–Kováts, I. eds. 2009. Csontvázak a szekrényből (Skeletons from the cupboard). Opitz Archaeologica 3. Martin Opitz Kiadó, Budapest.
- Bartosiewicz, L. ed. 2010. Bökönyi, S.–Gál: The Chora of Metaponto 2. Archaeozoology at Pantanello and Five Other Sites. University of Texas Press, Austin,
- Anreiter, P.–Bánffy, E.–Bartosiewicz, L.–Meid, W.–Metzner-Nebelsick, C. eds. 2012. Archaeological, Cultural and Linguistic Heritage. Festschrift for Erzsébet Jerem in Honour of her 70th Birthday. Archaeolingua Alapítvány, Budapest.
- Bartosiewicz, L.–Gál, E. 2018. Care or Neglect? Evidence of Animal Disease in Archaeology. Oxbow, Oxford & Philadelphia.
- Bartosiewicz, L.–Bíró, K. T.–Sümegi, P.–Törőcsik,T. eds 2019. Mikroszkóppal, mintavételezéssel, kutatásokkal, az archeometria, a geoarcheológia és a régészet szolgálatában (Microscopy, sampling and research in the service of archeometry, geoarcheology and archaeology). Geolitera, Szeged.
- Bartosiewicz, L.–Choyke, A. M. 2021. Medieval Animals on the Move. Between Body and Mind. Palgrave–MacMillan, Cham.

## Recenziók Bartosiewicz László munkáiról
- Berendi Erzsébet (2008). Bartosiewicz László: Régenvolt háziállatok. Bevezetés a régészeti állattanba. Jósa András Múzeum Évkönyve 2007: 495-498. [halott link]
- Gál Erika (2009). Mesél a csont. Trefort-kert magazin II/3: 34-35.
- Lyublyanovics, Kyra (2015). László Bartosiewicz with Erika Gál: Shuffling Nags, Lame Ducks. The Archaeology of Animal Disease. Acta Archaeologica Academiae Scientiarum Hungaricae 66: 454–456.
- Bárány, Annamária (2016). Bartosiewicz László – Gál Erika: Shuffling Nags, Lame Ducks. The Archaeology of Animal Disease. Communicationes Archaeologicae Hungariae 2016: 381–382. https://doi.org/10.54640/CAH.2016.381
- Binois-Roman, Annelise (2019). László Bartosiewicz and Erica Gál, eds. Care or Neglect? Evidence of Animal Disease in Archaeology. European Journal of Archaeology 22/2: 297–301. DOI: https://doi.org/10.1017/eaa.2019.5
- Bendrey, Robin (2019). Care or neglect? Evidence of animal disease in archaeology, László Bartosiewicz and Erika Gál. International Journal of Paleopathology 24: 265.